# Škoda 24FC

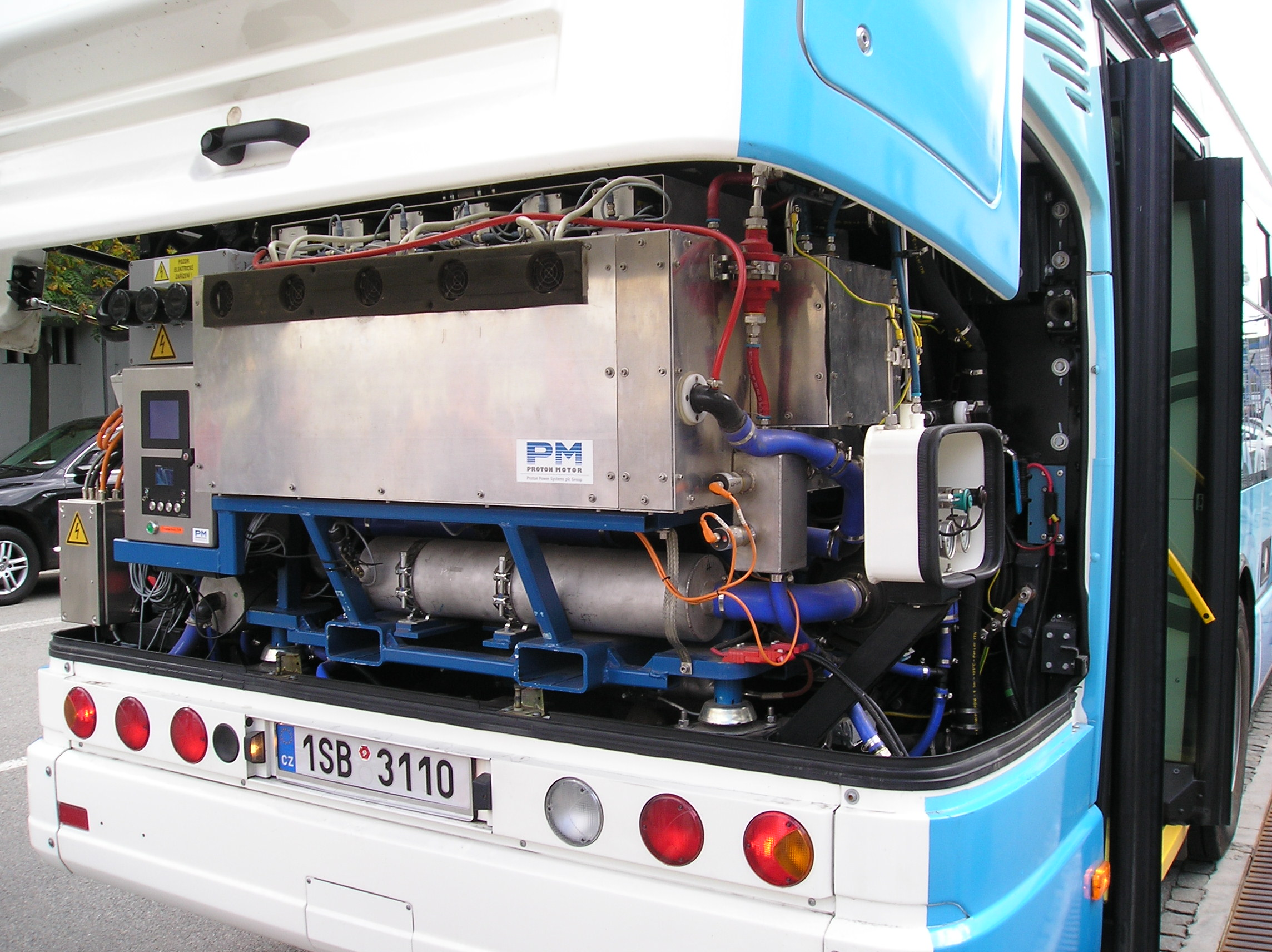
Palivový článek

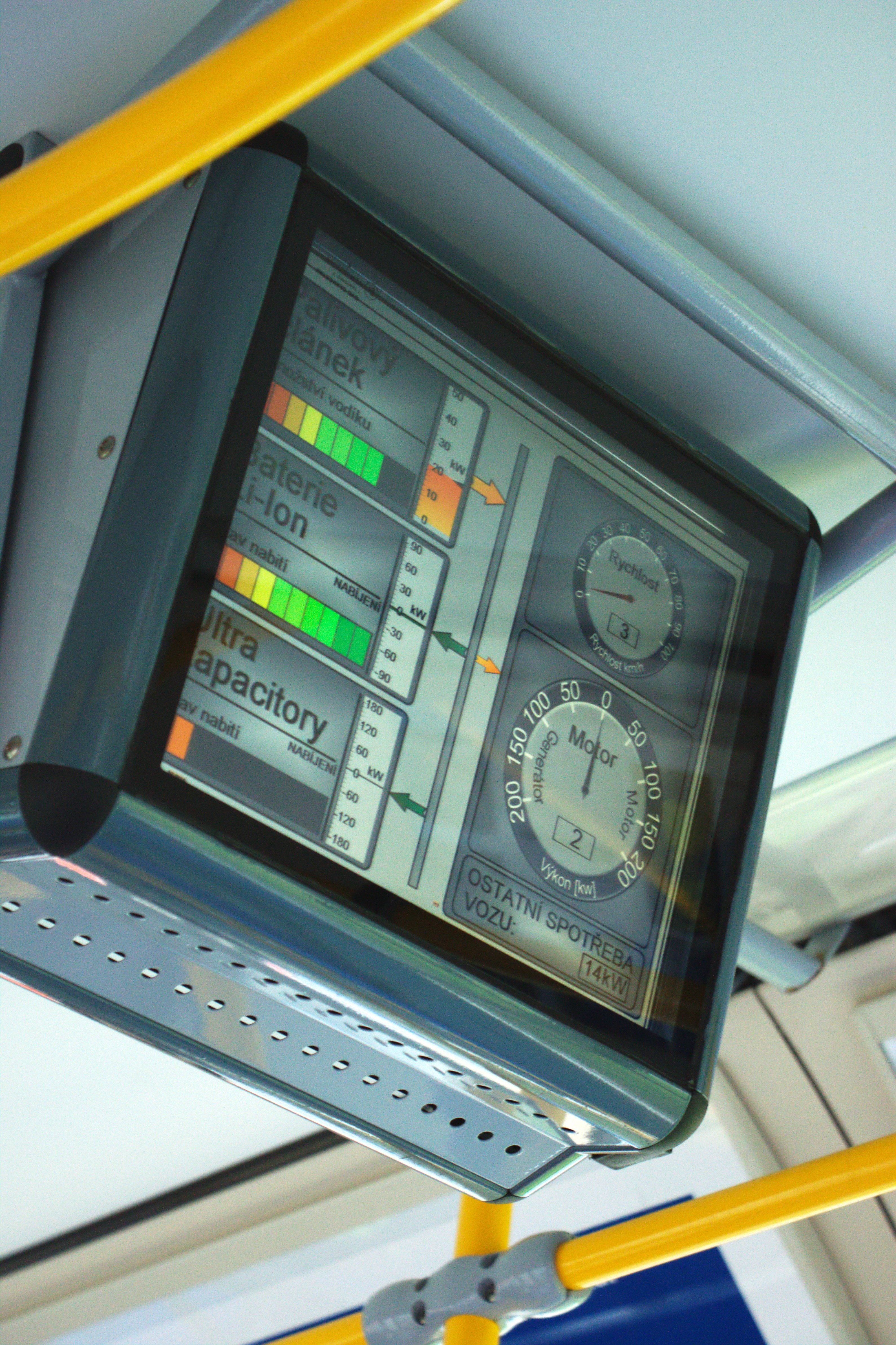
Sledování využití baterií

Škoda 24FC (obchodním jménem TriHyBus, původně H2bus) je český hybridní autobus na vodíkový pohon, elektrobus čerpající energii z palivových článků, který byl vyvíjen od roku 2006 Ústavem jaderného výzkumu v Řeži. Prototyp byl dokončen v polovině roku 2009 a do provozu má být nasazen u firmy Nerabus (skupina Veolia Transport Česká republika) na lince městské hromadné dopravy v Neratovicích, případně na dalších linkách.

## Historie vývoje
Evropská unie založila v lednu 2004 speciální technologickou platformu pro podporu výzkumu a vývoje vodíkového pohonu (existuje i obdobná česká platforma). Ústav jaderného výzkumu v Řeži je hlavním řešitelem projektu českého vodíkového autobusu. Podle BUSportálu.cz se má jednat o první autobus s touto technologií v České republice i v nových zemích EU, ačkoliv již v roce 2005 existovalo na světě kolem 600 prototypů vodíkových automobilů, v roce 2009 kolem tisíce. Předpokládá se, že v roce 2030 bude nejméně třetina vyráběných automobilů mít vodíkový pohon. V západní Evropě (Barcelona, Berlín, Londýn či Reykjavík) již vodíkové autobusy na některých linkách experimentálně jezdí. Česká verze má však mít vyšší účinnost a delší dojezd, protože má být první ve využití elektrické energie ze tří zdrojů.
Technologická zařízení pro vodíkový pohon vozidla vyvíjí od roku 2006 Ústav jaderného výzkumu v Řeži, vývojový tým vede Luděk Janík a na vývoji pracují ještě další tři pracovníci ÚJV. Cílem projektu s názvem FCZ-H2BUS (způsob psaní spojovníku v názvu projektu se různí, píše se též FCZ-H2-BUS nebo FCZ H2-BUS) je představit vodíkový pohon veřejnosti a tím napomoci jeho širšímu využití v dopravě. Náklady na vývoj a úpravu autobusu na vodíkový pohon jsou asi 30 milionů Kč. Na financování autobusu i čerpací stanice se podílejí i strukturální fondy Evropské unie (operační fond Infrastruktura) a Ministerstvo dopravy České republiky (z kapitoly pro rozvoj alternativních paliv), které se dohromady podílí na celém projektu 75 %, a to 56 % Evropská unie a 19 % Ministerstvo dopravy ČR, zbytek hradí partneři projektu.
Karoserii typu Citelis 12M dodala společnost Irisbus Iveco Elektrický pohon a řídicí systém dodala Škoda Electric. Palivový článek, nádrže a další vodíkovou infrastrukturu dodává společnost Proton Motor z bavorského Puchheimu. Na projektu dále spolupracuje IFE Halden z Norska, JRC Petten z Nizozemska, Vysoká škola chemicko-technologická v Praze a dopravní společnost Nerabus s. r. o. Konečnou kompletaci a uvedení do chodu má provést Škoda Electric.
V polovině února 2009 ÚJV oznámil, že vozidlo již zkušebně jezdí na elektřinu z akumulátorů a ultrakapacitorů a vodíková část technologie má být dokončena do dvou měsíců.
Vzhledem k propagačnímu účelu prototypu má být se zavedením vozidla spojena propagační kampaň a prostor pro cestující bude vybaven LCD monitorem MMI, který bude zobrazovat aktuální energetické procesy během jízdy.

## Zkušební provoz v Neratovicích
Prototyp má být od poloviny roku 2009 nasazen do zkušebního provozu u firmy Nerabus (skupina Veolia Transport Česká republika) na lince městské hromadné dopravy v Neratovicích.
Vodíková čerpací stanice za asi 20 milionů Kč, první na území České republiky, byla vybudována v areálu společnosti Nerabus a provozuje ji společnost Linde Gas, která po světě provozuje již několik desítek takových stanic. Vodík je do stanice dovážen z Ostravy, ačkoliv původně byl projekt zacílen na Neratovice kvůli přebytku vodíku produkovaného Spolanou Neratovice při parním reformingu zemního plynu a informace o použití neratovického vodíku se objevují dosud. Stanice, první svého druhu v Česku a střední a východní Evropě, byla slavnostně otevřena 5. listopadu 2009.
Společnost Linde Gas a. s. byla vybrána ve výběrovém řízení a smlouvu s ÚJV uzavřela v říjnu 2007. Stanice je na vzdálenost dojezdu od nejbližší další vodíkové čerpací stanice v Drážďanech, což umožní využití i zahraničním vodíkovým automobilům.

## Popis
Autobus má karoserii Irisbus Citelis o délce 12 metrů. Pohotovostní hmotnost celého vozidla má být 14 tun, celková hmotnost 18 tun. Maximální rychlost má být 65 km/h.
Hnací asynchronní elektromotor má výkon 120 kW (některé zdroje psaly o výkonu 50 kW).
Energetické zdroje mají mít celkový výkon přes 200 kW. Zdrojem elektrické energie mají být 
- palivové články 48 kW PEM[5][6] (původně se uváděl výkon asi 100 kW[11])
- trakční akumulátor shromažďující rekuperovanou brzdnou energii, typ Li-Ion (max. 100 kW, 26 kWh, 422V, LiFePO4),[5][6] původně byl zmiňován akumulátor NiCd[11]
- ultrakapacitory pokrývající proudové špičky při rozjezdu[1] (celkem 17, 8F, 780V, max. 200 kW, využitelná energie 0,32 kWh)[5][6]

Vodík má být umístěn v plynném stavu pod tlakem 35 MPa v tlakových lahvích na střeše autobusu, a to čtyři nádoby s celkovým objemem 820 litrů, které mají pojmout až 20 kg vodíku. Některé zdroje psaly v roce 2007 o 8 nádobách po 205 litrech, celkem pro 41 kg vodíku.
Spotřeba se odhaduje asi na 7,5 kg nebo 8 kg vodíku na 100 kilometrů. Původně se psalo o dojezdu 400 až 500 kilometrů, později o dojezdu 250 kilometrů nebo necelých 300 kilometrů.
Náklady na kilometr jízdy mají být srovnatelné s naftovými autobusy, vodíkové vozidlo však emituje jen vodní páru. Na vodík se zatím na rozdíl od jiných paliv nevztahuje spotřební daň.